# 昂贝尔区
昂贝尔区（法語：Arrondissement de Ambert）是法国多姆山省所辖的一个区。总面积1229.8平方公里，总人口27583，人口密度22人/平方公里（2017年）。主要城镇为昂贝尔。

## 辖区
昂贝尔区辖有58个市镇。